# Hà Nguyên
Hà Nguyên (河源) là một thành phố thuộc tỉnh (địa cấp thị) của tỉnh Quảng Đông, Cộng hòa Nhân dân Trung Hoa. Hà Nguyên có dân số đa số là người Quảng Đông và người Khách Gia. Hà Nguyên có nhiều rừng mưa. Ngày 8 tháng 10 năm 1964, có một thiên thạch rơi xuống Hà Nguyên. Thành phố này có một khu công nghiệp lớn. Tháng 12 năm 2002, dịch SARS bùng phát ở Hà Nguyên.

## Địa lý
Hà Nguyên tọa lạc tại vùng Đông Bắc của tỉnh Quảng Đông, thượng lưu Đông Giang. Tọa độ là 114°13'- 115°35' độ kinh đông và 23°10'-24°50' vĩ bắc. Hà Nguyên giáp Huệ Châu về phía Nam, Cám Châu của tỉnh Giang Tây về phía Bắc và Đông của Mai Châu và Tây của Thiều Quan. Hà Nguyên giàu tài nguyên thiên nhiên và đất đai phì nhiêu với 1 km2 đất trồng trọt, 13.600 km² đất đồi và 640 km² diện tích mặt nước. Ở đây có các quặng sắt, vôn phơ ram, thiếc và fluorite.

## Các đơn vị hành chính
Thành phố Hà Nguyên quản lý quận Nguyên Thành, huyện Đông Nguyên, huyện Hòa Bình, huyện Long Xuyên, huyện Tử Kim và huyện Liên Bình Tổng diện tích 15.800 km². Thành phố Hà Nguyên và các huyện của nó có dân số 3,2194 triệu người. Trung tâm hành chính nằm ở quận Nguyên Thành.
- Quận Nguyên Thành (源城区)
- Huyện Hòa Bình (和平县)
- Huyện Long Xuyên (龙川县)
- Huyện Tử Kim (紫金县)
- Huyện Liên Bình (连平县)
- Huyện Đông Nguyên (东源县)